# Geschiedkundige Vereniging Oranje-Nassau
De Geschiedkundige Vereniging Oranje-Nassau (vroeger Vereniging Oranje-Nassau Museum) is een Nederlandse vereniging die zich toelegt op de geschiedenis van Huis Oranje-Nassau. Ze beheert een museale collectie en verzorgt lezingen.
De vereniging is ontstaan als het 'Oranje Nassau Museum' na een tentoonstelling in 1923 over het 25-jarig regeringsjubileum van koningin Wilhelmina. In 1926 werd het museum gevestigd in de Boterwaag in Den Haag. De collectie werd tussen 1960 en 1977 tentoongesteld in het Museum Prinsenhof Delft. Na 1977 is het in langdurige bruikleen gegeven aan de Nederlandse Staat en wordt het tentoongesteld in Paleis Het Loo.